# Spodoptera insulsa
Spodoptera insulsa är en fjärilsart som beskrevs av Walker 1865. Spodoptera insulsa ingår i släktet Spodoptera och familjen nattflyn. Inga underarter finns listade i Catalogue of Life.